# Organic Maps
Organic Maps es una aplicación de navegación sin conexión, gratuita y de código abierto, que utiliza datos de mapas de OpenStreetMap . La aplicación está diseñada para funcionar sin conexión a Internet descargando mapas para su uso sin conexión. Organic Maps hace hincapié en la privacidad, ya que no rastrea la ubicación del usuario ni recopila datos personales.    

## Funcionalidades
Organic Maps prioriza la privacidad del usuario al no recopilar datos personales ni rastrear las ubicaciones de los usuarios. 

### Mapas sin conexión
Organic Maps funciona totalmente offline al permitir a los usuarios descargar los mapas por adelantado. Una vez descargados los mapas, la navegación, la búsqueda y la planificación de rutas no requieren conexión a Internet. La aplicación ofrece mapas offline de todo el mundo, incluidas rutas ciclistas, rutas de senderismo, senderos, curvas de nivel, perfiles de elevación, picos y pendientes.  

### Bajo consumo de batería
La aplicación está diseñada para optimizar el uso de la batería durante la navegación. 

### Navegación
Organic Maps ofrece navegación para diversas actividades, como senderismo, ciclismo, conducción y transporte público. Admite navegación giro a giro con guía de voz y permite a los usuarios buscar información en el mapa y añadir marcadores. 

## Datos de OpenStreetMap
Organic Maps se integra con el proyecto OpenStreetMap, utilizando sus datos de mapas obtenidos en colaboración colectiva. La aplicación incluye un editor que permite a los usuarios aportar actualizaciones al mapa, como negocios y puntos de referencia.  

## Historia
Organic Maps fue fundada por Roman Tsisyk y posteriormente se unieron Alexander Borsuk y Viktor Govako. En 2011 se lanzó MapsWithMe (que más tarde pasó a llamarse Maps.Me), y en 2015 se hizo open-sourced. En 2021, el código base de Maps.Me se utilizó para crear Organic Maps, centrándose en la privacidad, el rendimiento y la comunidad. La primera versión pública de Organic Maps estuvo disponible en las tiendas de aplicaciones en junio de 2021. 